# Protestantse Kerk (Ritthem)

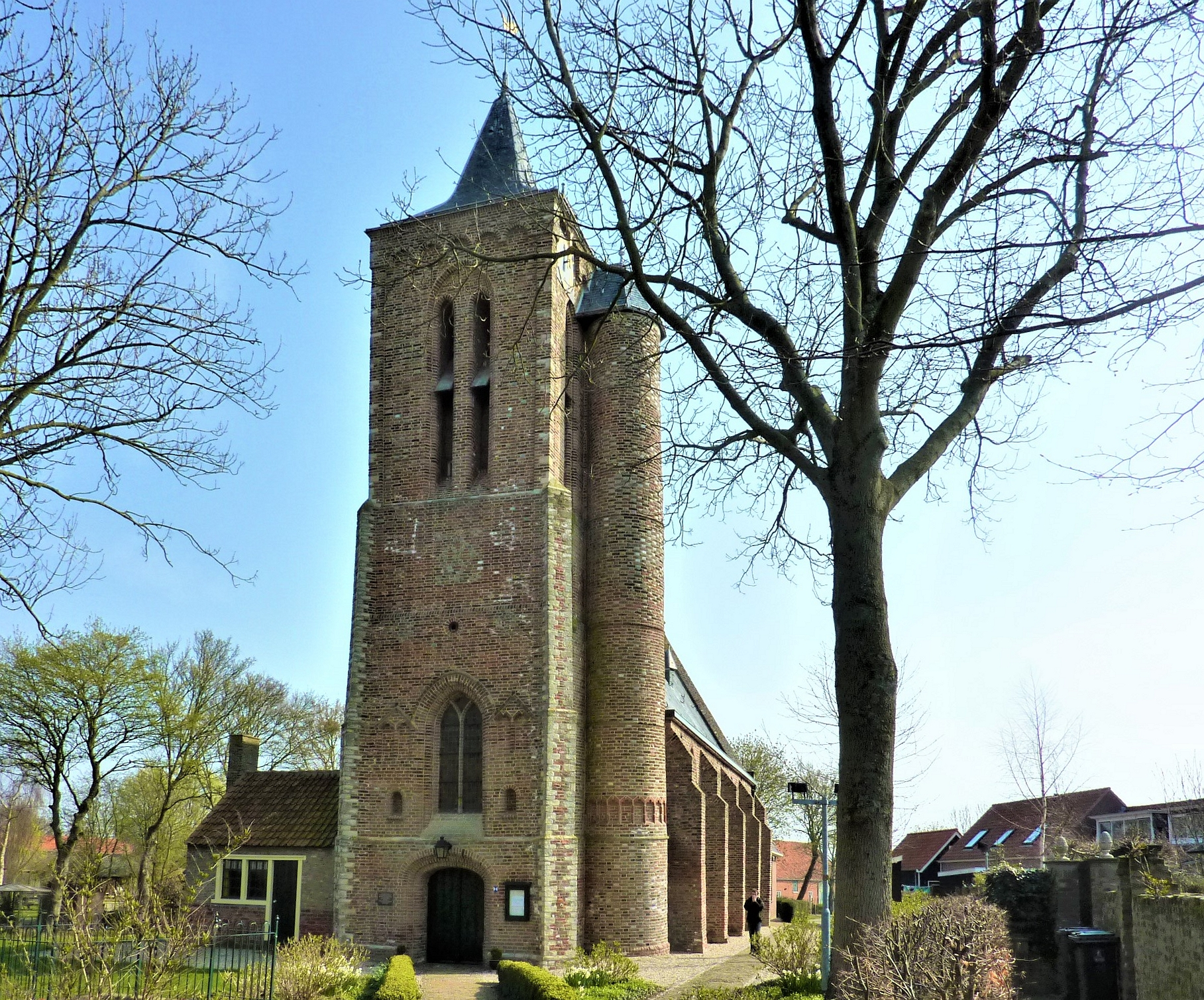
Die Protestantse Kerk zu Ritthem

Die Protestantse Kerk (auch Onze-Lieve-Vrouwekerk genannt, deutsch Liebfrauenkirche) ist ein Kirchengebäude der Protestantischen Kirche in den Niederlanden in Ritthem, einem Ortsteil der Gemeinde Vlissingen in der Provinz Zeeland. Die Kirche ist seit 1966 als niederländische Rijksmonument eingestuft.

## Geschichte
Die bis zur Reformation Unserer Liebe Frau geweihte Kirche wurde vor 1235 von West-Soubourg abgepfarrt. Teile der ursprünglichen romanischen Kirche haben sich im Westturm erhalten, der im 14. Jahrhundert neu errichtet wurde und in seiner reichen Gliederung als besonderes Zeugnis der dörflichen Scheldegotik gilt. Das gotische Langhaus musste nach schweren Beschädigungen der Kirche während der Belagerung Middelburgs 1572 im Zuge des Achtzigjährigen Krieges neu hergerichtet werden und erhielt 1611 seine heutige Gestalt. Der Chor wurde niedergelegt, da er im reformierten Gottesdienst einer Predigtkirche keine liturgische Funktion mehr hatte. Die Kanzel stammt aus dem 17. Jahrhundert.
Die Kirchengemeinde gehört zur 2004 geschaffenen Protestantischen Kirche in den Niederlanden.

## Orgel
Ab 1873 befand sich in der Kirche eine kleine Orgel der Orgelbaufirma Van Puffelen. Das Instrument wurde durch die Hochwasser 1944/45 und 1953 stark in Mitleidenschaft gezogen und 1961 durch eine neue Orgel ersetzt, die von der Orgelbaufirma Van Leeuwen erbaut wurde. Das Instrument hat 9 Manualregister und eine Transmission in das Pedal, das an das Manualwerk koppelbar ist.
| Manualwerk C–f3 |            |     |    |
| 1.              | Quintadeen | 16′ |    |
| 2.              | Prestant   |     | 8′ |
| 3.              | Roerfluit  | (B) | 8′ |
| 4.              | Octaaf     |     | 4′ |
| 5.              | Roerfluit  | (D) | 4′ |

| (Fortsetzung) |           |       |    |
| 6.            | Fluit     | (B)   | 4′ |
| 7.            | Octaaf    |       | 2′ |
| 8.            | Mixtuur   | (B/D) | IV |
| 9.            | Kromhoorn | (B/D) | 8′ |

| Pedalwerk C–g3 |                      |     |
| 10.            | Quintadeen (= Nr. 1) | 16′ |